# Potvorov
Potvorov település Csehországban, a Észak-plzeňi járásban. Potvorov Sedlec, Bílov, Mladotice, Kralovice és Žihle településekkel határos. Lakosainak száma 129 fő (2024. január 1.).

## Népesség
A település lakosságának változását az alábbi diagram mutatja:
| Lakosok száma | 516  | 458  | 404  | 239  | 175  | 135  | 132  | 136  | 133  | 129  |
|               | 1869 | 1900 | 1921 | 1961 | 1980 | 2011 | 2016 | 2019 | 2021 | 2024 |